# Stiepnoj Dworiec
Stiepnoj Dworiec (ros. Степной Дворец) – wieś w Rosji, w Buriacji, w rejonie kabańskim. W 2010 liczyła 338 mieszkańców.